# Adam Politzer
Adam Politzer (ur. 1 października 1835 w Alberti na Węgrzech, zm. 10 sierpnia 1920 w Wiedniu) – lekarz, pionier otologii.

## Życiorys
Medycynę studiował na Uniwersytecie Wiedeńskim. Dyplom lekarza medycyny uzyskał w 1859 roku i rozpoczął pracę w laboratorium Carla Ludwiga. W 1861 roku opublikował metodę przedmuchiwania trąbki Eustachiusza, która obecnie nosi nazwę próby Politzera. W 1863 założył w Wiedniu wraz z Josefem Gruberem pierwszą na świecie klinikę otologiczną (klinikę leczenia chorób uszu) (Wiener Ohrenklinik). Tytuł profesora uzyskał w 1870 roku. W 1878 roku napisał pierwszy podręcznik otologii Lehrbuch der Ohrenheilkunde. Wraz z Antonem von Tröltschem i Hermannem Schwartzem założył pierwsze czasopismo poświęcone problematyce otologicznej, Archiv für Ohrenheilkunde. W 1893 roku Politzer opisał otosklerozę jako samodzielną jednostkę chorobową. Zajmował się także otopatologią (patomorfologią ucha) i prowadził badania nad patologią perlaka, zapalenia błędnika i głuchoty. W kręgu jego zainteresowań pozostawały także usznopochodne powikłania wewnątrzczaszkowe, które w erze przedantybiotykowej występowały szczególnie często. Politzer wydał także atlas chorób ucha. Pozostawił po sobie liczne preparaty ucha i kości skroniowej, które obecnie są własnością Muzeum Anatomii i Patologii w Wiedniu. Politzer jest autorem wielu publikacji z zakresu otologii, które miały później duży wpływ na dalszy rozwój tej dziedziny otorynolaryngologii.

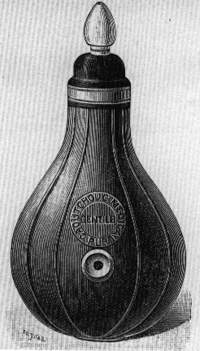
Balon Politzer z oliwek

## Prace
- Die Beleuchtungsbilder des Trommelfells im gesundenund kranken Zustande. Wiedeń: W. Braumüller, 1865
- Zehn Wandtafeln zur Anatomie des Gehörorgans. Wiedeń, 1873.
- Lehrbuch der Ohrenheilkunde. Stuttgart, F. Enke, 1878, 1882, 1893, 1902, 1908.
- Die anatomische und histologische Zergliederung des menschlichen Gehörorgans im normalen und kranken Zustande. Wiedeń, 1889.
- Atlas der Trommelfellbilder (1896)
- Atlas der Beleuchtungsbilder des Trommelfells. Wiedeń, 1899.
- Geschichte der Ohrenheilkunde. 2 Bände. Stuttgart, F. Enke, 1907 and 1913.
- Atlas und Grundriss der Ohrenheilkunde. Unter Mitwirkung von A. Politzer herausgegeben von Gustav Brühl. Monachium, 1901. Band 24 von Lehmanns Medizinische Handatlanten.